# فورت‌وانگن

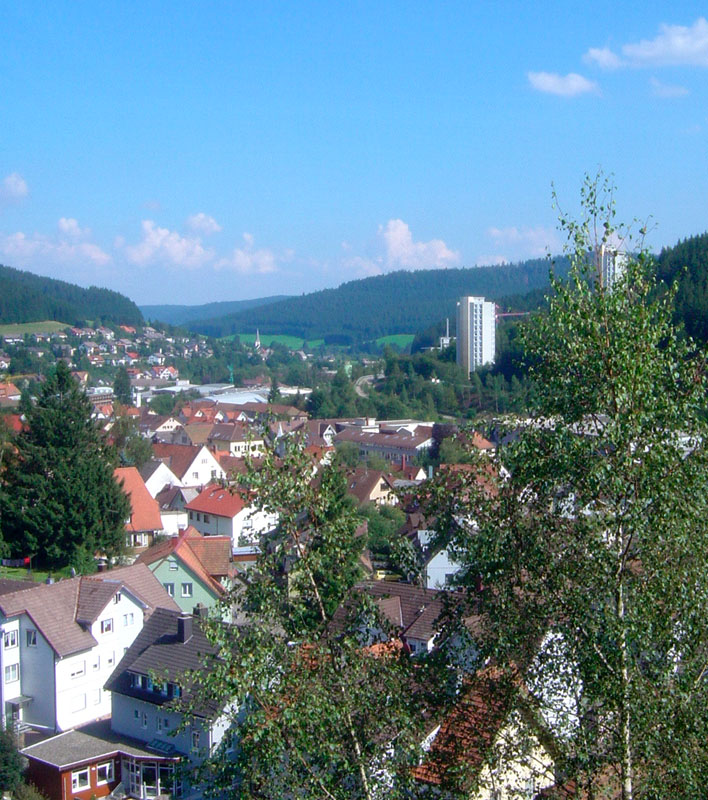
چشم‌انداز مرکز شهر

فورت‌وانگن شهری کوچک در منطقه جنگل سیاه در جنوب غربی آلمان است.
فورت‌وانگن ۹۶۷۳ نفر جمعیت دارد (سال ۲۰۰۴) و از سال ۱۸۷۳ به سطح شهر ارتقاء یافت.
این شهر دانشگاهی نیز دارد به نام دانشگاه صنعتی فورت‌وانگن (Fachhochschule Furtwangen). موزه ساعت آلمان نیز در همین شهر است.

## نگارخانه

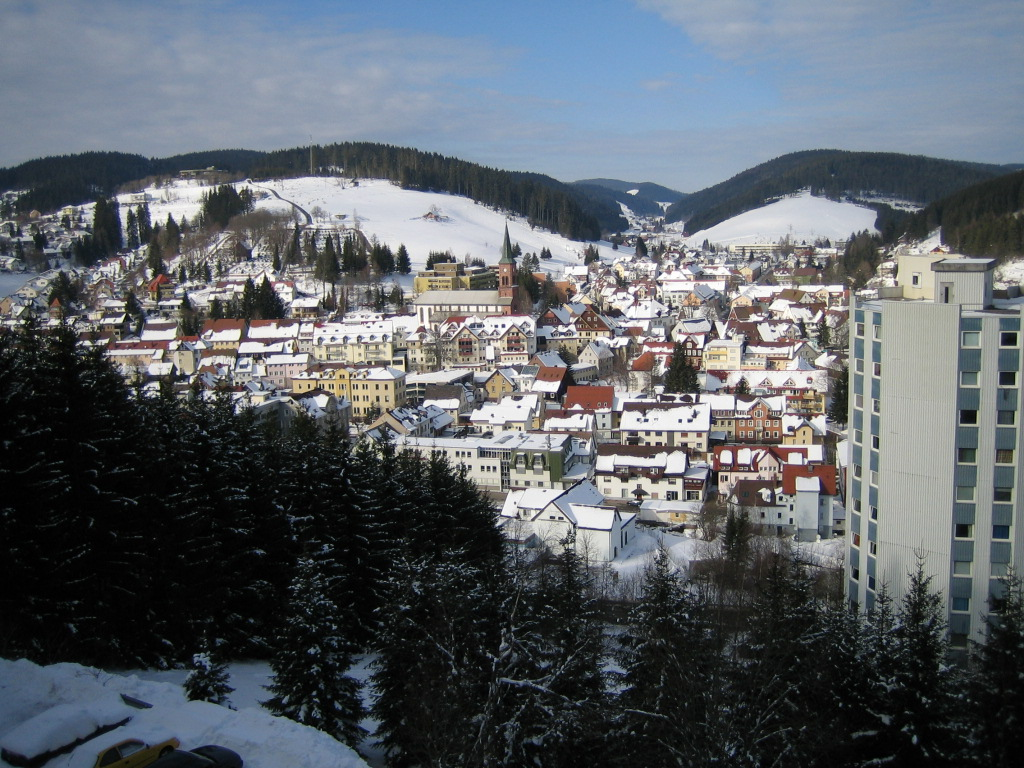
Furtwangen
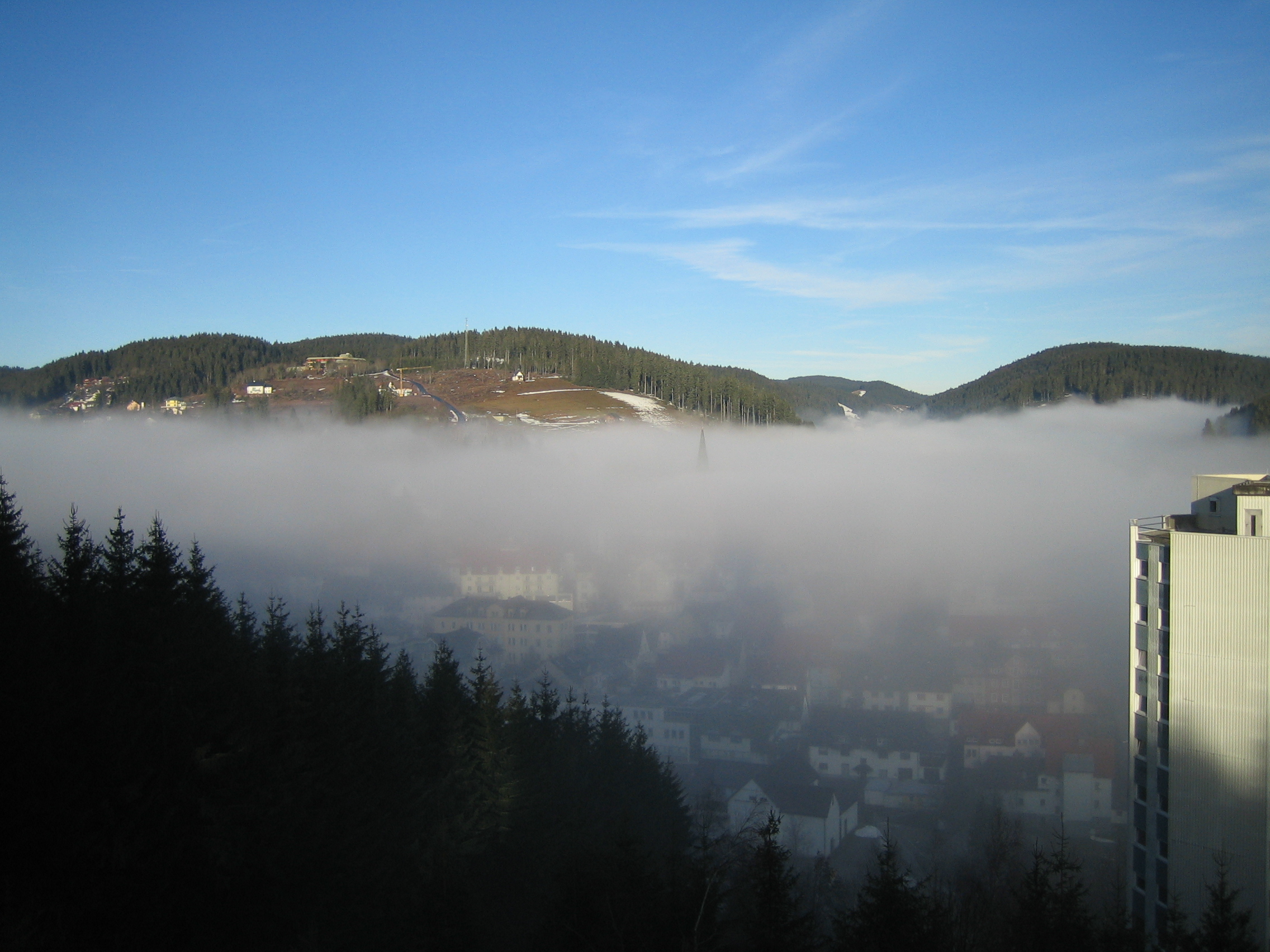
فورت‌وانگن در مه
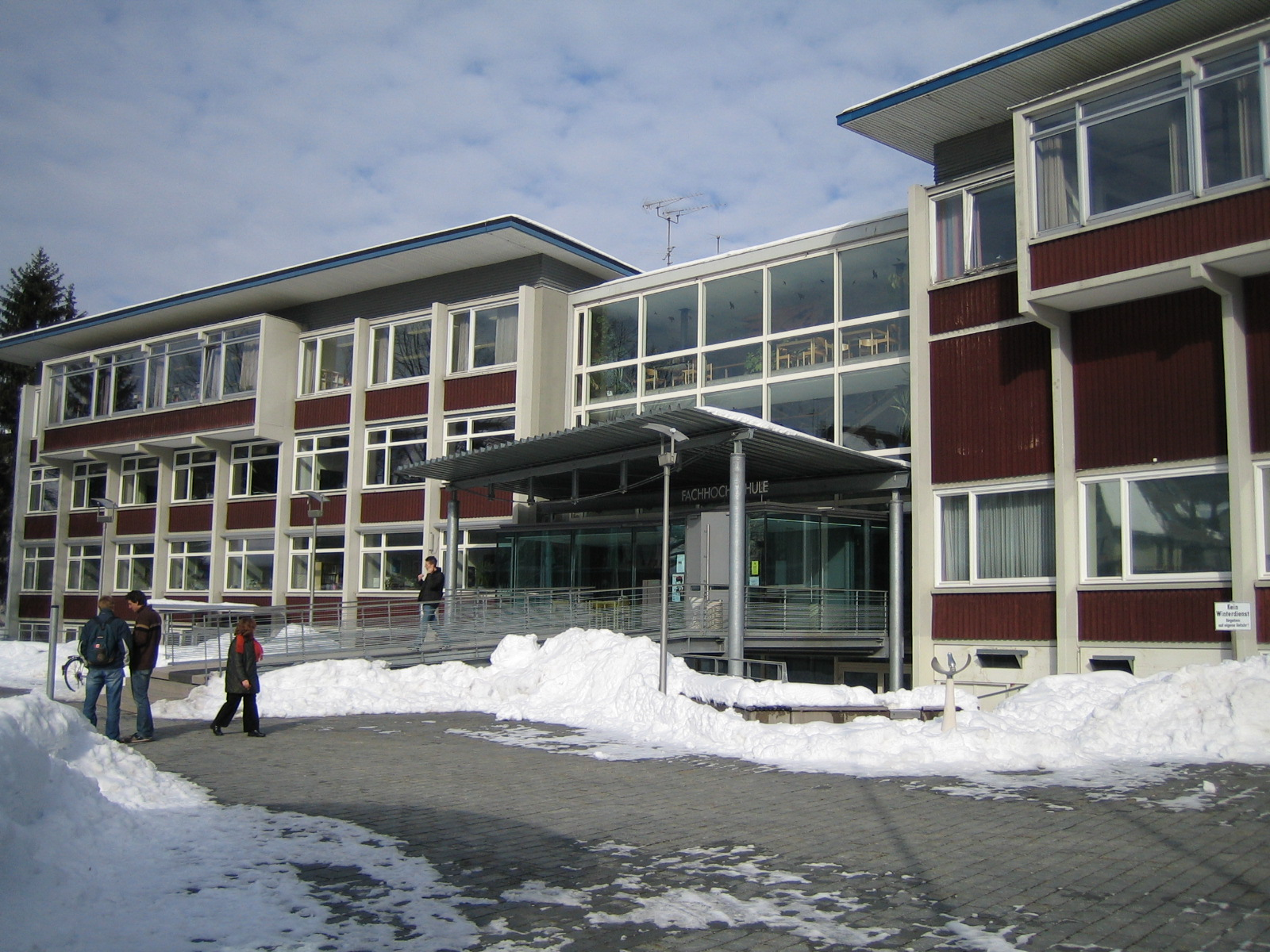
دانشگاه علوم کاربردی فورت‌وانگن
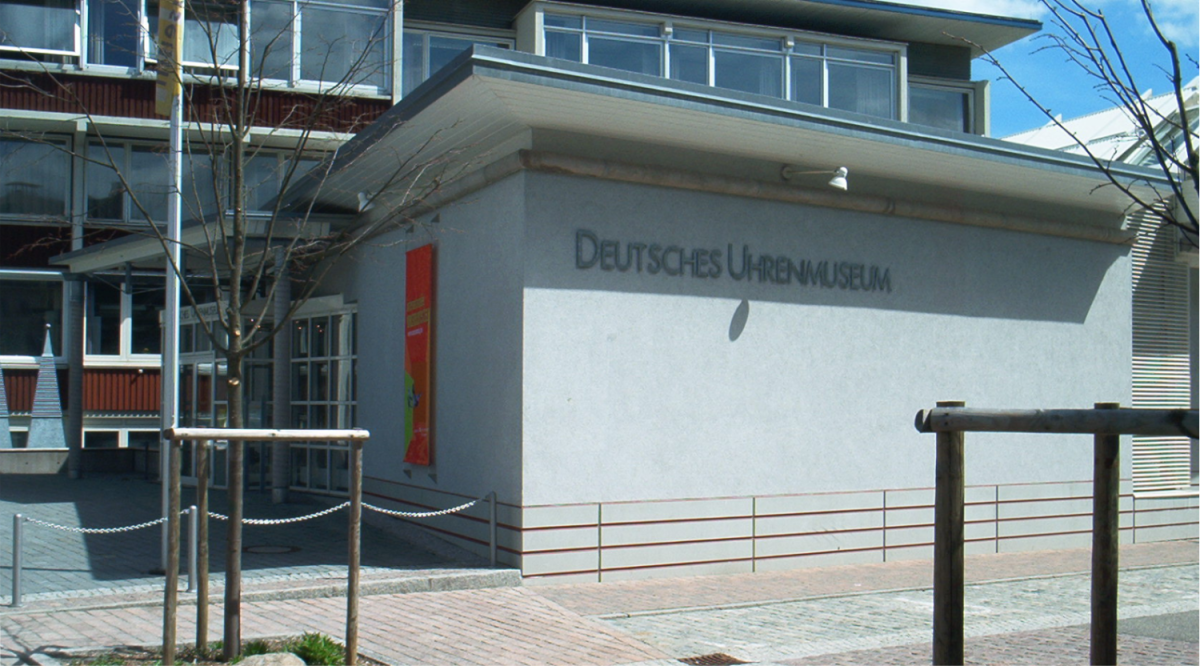
موزه ساعت آلمان